# Unbelievable (miniserie)
Unbelievable es una miniserie de televisión web de drama estadounidense de 2019 protagonizada por Toni Collette, Merritt Wever y Kaitlyn Dever. La serie trata de una serie de violaciones en Washington y Colorado. El show fue cocreado por Susannah Grant, Ayelet Waldman y Michael Chabon. Los tres cocreadores y Sarah Timberman, Carl Beverly y Katie Couric fueron productores ejecutivos. La serie fue lanzada el 13 de septiembre de 2019 en Netflix .

## Sinopsis
La miniserie cuenta la historia basada en hechos reales de Marie. Ella es una adolescente adoptada que interpone una denuncia por violación y, al final, decide retirarla. Acusada de mentir ante la justicia y con presión social constante, incluso sus padres de acogida dudan de ella, y la joven tiene que hacer frente a su nueva vida. 
En esta nueva vida tiene que cumplir lo que el juez le ha impuesto, como no saltarse las leyes. Dos inspectoras de Colorado, Grace Rasmussen y Karen Duvall, investigan otros casos similares al de Marie que parecen guardar relación entre sí.

## Reparto

### Protagonistas
- Toni Collette como la Det. Grace Rasmussen, detective del Departamento de Policía de Westminster en Westminster, Colorado.[2]
- Merritt Wever como la Det. Karen Duvall, detective del Departamento de Policía de Golden, Colorado.[2]
- Kaitlyn Dever como Marie Adler, víctima de agresión sexual.[2]

### Recurrentes
- Eric Lange como el Det. Parker, un detective del Departamento de Policía de Lynnwood, Washington, asignado al caso de Marie
- Bill Fagerbakke como el Det. Pruitt, un detective del Departamento de Policía de Lynnwood también asignado al caso de Marie
- Elizabeth Marvel como Judith, la madre adoptiva más reciente de Marie
- Bridget Everett como Colleen Doggett, una de las antiguas madres adoptivas de Marie
- Danielle Macdonald como Amber, víctima de agresión sexual.
- Dale Dickey como RoseMarie, una detective veterana en el Departamento de Policía de Westminster.
- Liza Lapira como Mia, una experta en vigilancia policial
- Omar Maskati como Elias, analista de datos de RoseMarie en el Departamento de Policía de Westminster
- Austin Hébert como Max Duvall, el esposo de Karen que es oficial de policía en el Departamento de Policía de Westminster
- Kai Lennox como Steve Rasmussen, el esposo de Grace que es investigador en la Oficina del Fiscal General en Westminster, Colorado
- Blake Ellis como Chris McCarthy, un violador en serie
- Aaron Staton como Curtis McCarthy, hermano de Chris y sospechoso
- Patricia Fa'asua como Becca, una consejera en los Apartamentos Oakdale para jóvenes en riesgo
- Charlie McDermott como Ty, un consejero en los Apartamentos Oakdale para jóvenes en riesgo
- Brent Sexton como Al, esposo de Colleen y ex padre adoptivo de Marie
- Annaleigh Ashford como Lily, víctima de agresión sexual
- Scott Lawrence como Billy Taggart, un agente especial del FBI
- Shane Paul McGhie como Connor, el exnovio de Marie

## Recepción

### Crítica
En el agregador de revisión Rotten Tomatoes, la serie tiene una calificación de aprobación del 97%, basada en 64 revisiones, con una calificación promedio de 8.5/10. El consenso crítico del sitio web dice: "Desgarrador y poderoso, Unbelievable trasciende los latidos familiares del verdadero crimen al cambiar su mirada hacia los sobrevivientes de abuso, contando sus historias con gracia y gravedad". En Metacritic, la serie tiene un puntaje promedio ponderado de 82 sobre 100, basado en 23 críticas, lo que indica "aclamación universal".

### Audiencia
El 17 de octubre de 2019, Netflix anunció que la miniserie había sido vista por más de 32 millones de espectadores después de su lanzamiento en su plataforma.

### Reconocimiento
La miniserie recibió cuatro nominaciones en los Premios Globo de Oro de 2020, incluyendo; Mejor serie limitada, Mejor actriz de miniserie para Kaitlyn Dever y Merritt Wever y Mejor actriz de reparto en serie limitada para Toni Collette, que fue la única ganadora de la noche.